# Medium (film)
Pour plus de détails, voir Fiche technique et Distribution.
Medium est un thriller polonais réalisé par Jacek Koprowicz, sorti en 1985.

## Fiche technique
- Titre : Medium
- Titre original : Medium
- Réalisation : Jacek Koprowicz
- Scénario : Jacek Koprowicz
- Musique : Krzesimir Dębski
- Photographie : Wit Dąbal
Jerzy Zieliński
- Montage : Mirosława Garlicka
- Costumes : Gabriela Star-Tyszkiewicz
- Société de production : Zespół Filmowy Tor
- Pays d'origine :  Pologne
- Format :
- Genre : Thriller
- Durée : 98 minutes (1 h 38)
- Date de sortie : 
  - Pologne : 14 octobre 1985

## Distribution
- Władysław Kowalski – commissaire Selin / Stefan Orwicz
- Michał Bajor – Krank, l'assistant
- Grażyna Szapołowska – Luiza Skubiejska / Zofia Orwicz
- Jerzy Stuhr – Georg Netz / Wiktor Arldt
- Jerzy Zelnik – Andrzej Gaszewski / docteur Malicki
- Ewa Dałkowska – Greta Wagner
- Jerzy Nowak – Ernest Wagner
- Henryk Bista – docteur Mincel
- Piotr Machalica – le gauleiter
- Zygmunt Zintel –
- Ewa Kasprzyk – Sœur Maria
- Krystyna Wachelko-Zaleska –
- Witold Dębicki –

### Récompenses et distinctions
- MystFest 1986 :
  - Meilleure histoire originale